# 忠良親王
忠良親王（日语：／ Tadayoshishinnō，819年—876年3月19日）是日本平安時代前期親王，父親是嵯峨天皇，母親是百濟王俊哲之女百濟王貴命，官位為二品式部卿。

## 生涯
承和元年（834年），忠良親王元服，品秩升為四品。承和3年（836年），他獲任命為上總太守，其後在仁明天皇時期先後出任常陸太守和兵部卿，最終在嘉祥3年（850年）升至三品。
仁壽3年（853年），忠良親王再次出任上總太守。天安2年（858年），清和天皇即位後升至二品，並且先後擔任上野太守、式部卿和大宰帥。貞觀18年2月20日（876年3月19日），忠良親王死去，享年58歲，最終官位是二品行式部卿兼大宰帥，他死去時，人們無不惋惜。
承和12年（845年），仁明天皇行幸河陽宮時，忠良親王便曾經與外戚百濟王氏一同獻上御贄。貞觀2年（860年），忠良親王獲准使用自己私養的鷹在畿内的禁野（皇室獵場）進行狩獵，可見其對鷹狩的興趣。

## 系譜
- 父：嵯峨天皇
- 母：百濟王貴命（百濟王俊哲（日语：百済王俊哲）之女）
- 妻：不詳
  - 女子：操子女王 - 藤原基經室